# Chiesa delle Anime (Orosei)
La chiesa delle Anime è un edificio religioso situato ad Orosei, nella Sardegna centro-orientale. 
Edificata nel XVIII secolo, è consacrata al culto cattolico e fa parte della parrocchia di San Giacomo Maggiore, diocesi di Nuoro.
La chiesa conserva un pregevole pulpito ligneo del XVIII secolo e alcune statue lignee risalenti al XVII e XVIII secolo.
Originariamente era nota come chiesa delle Anime purganti

## Galleria d'immagini

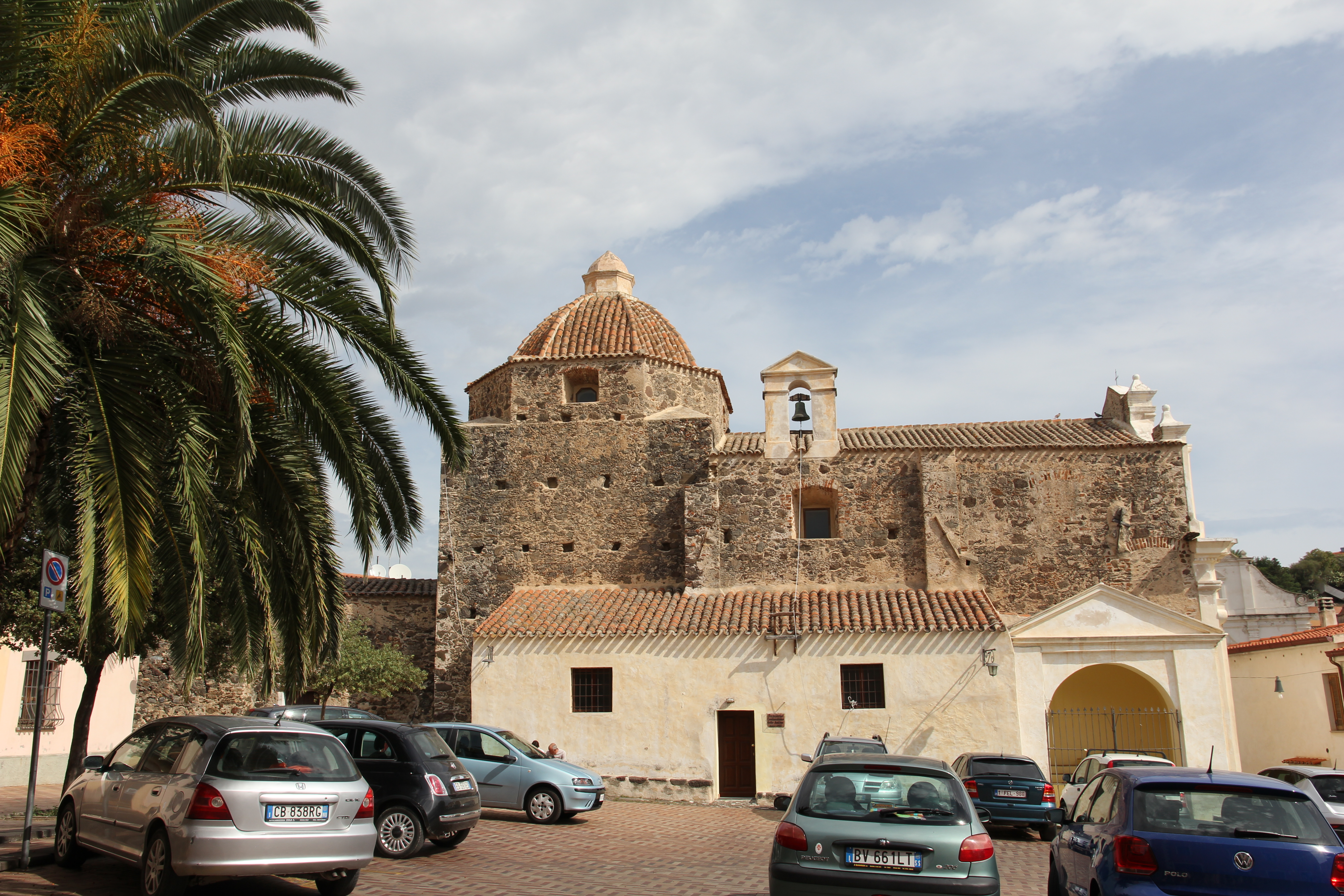
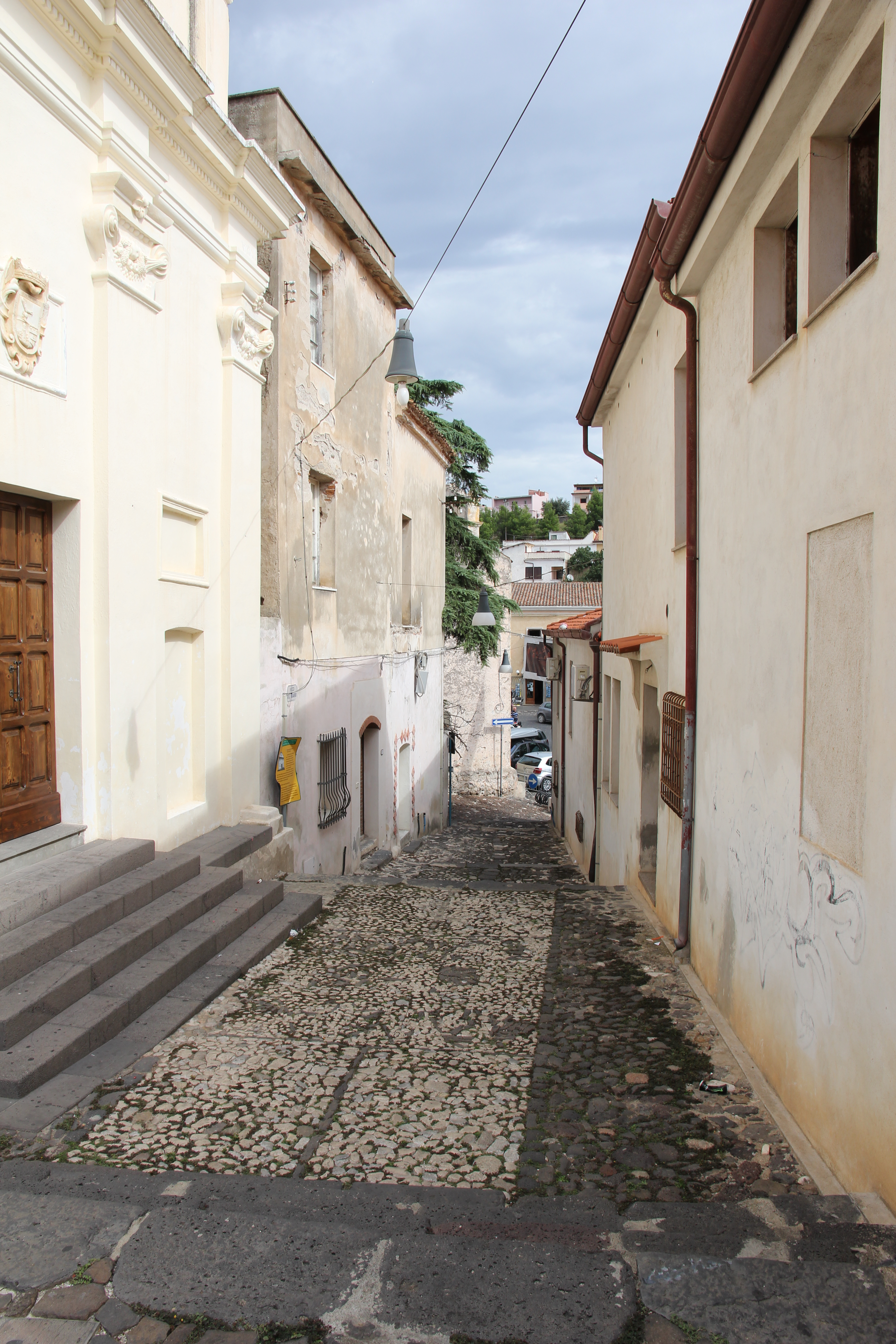
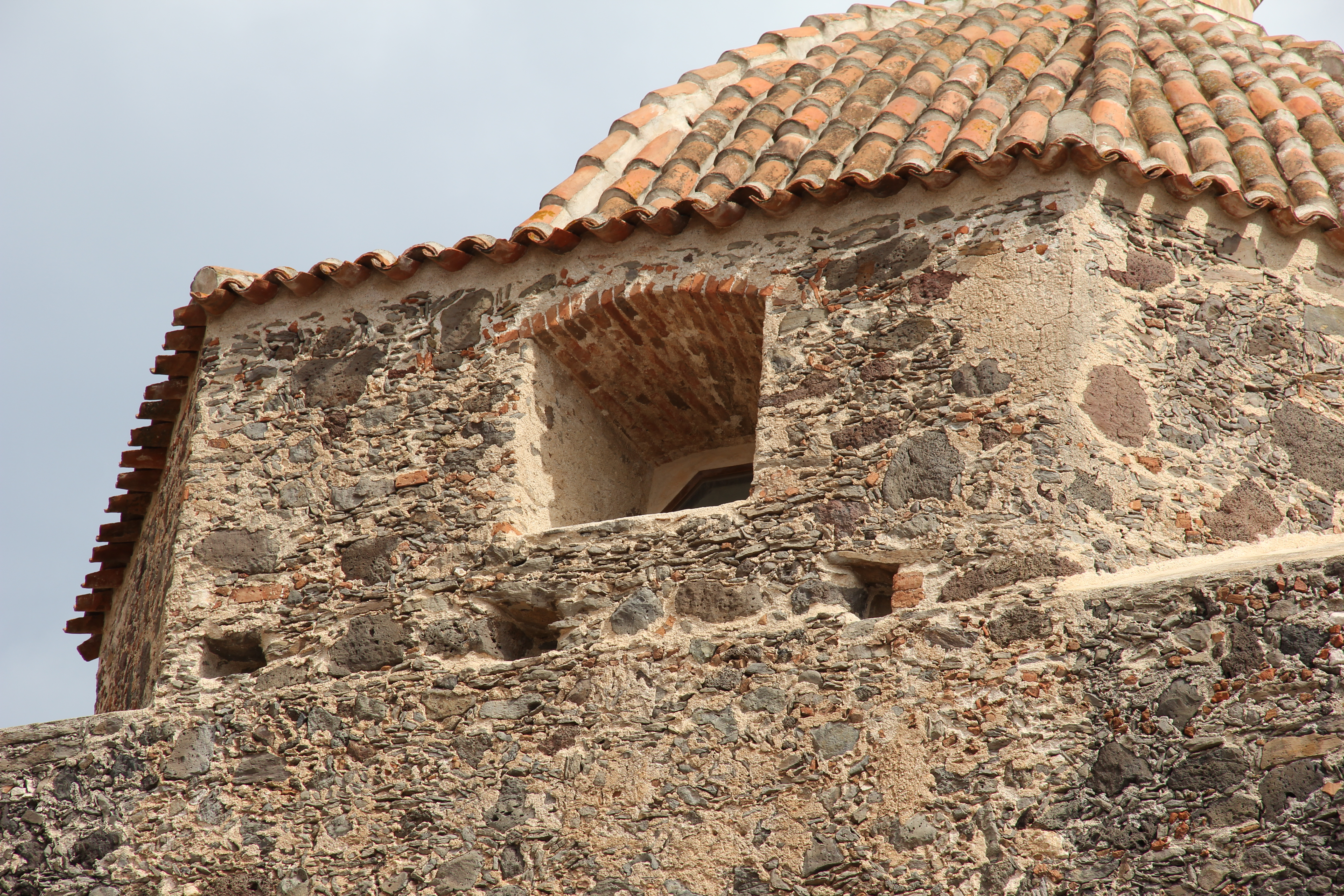
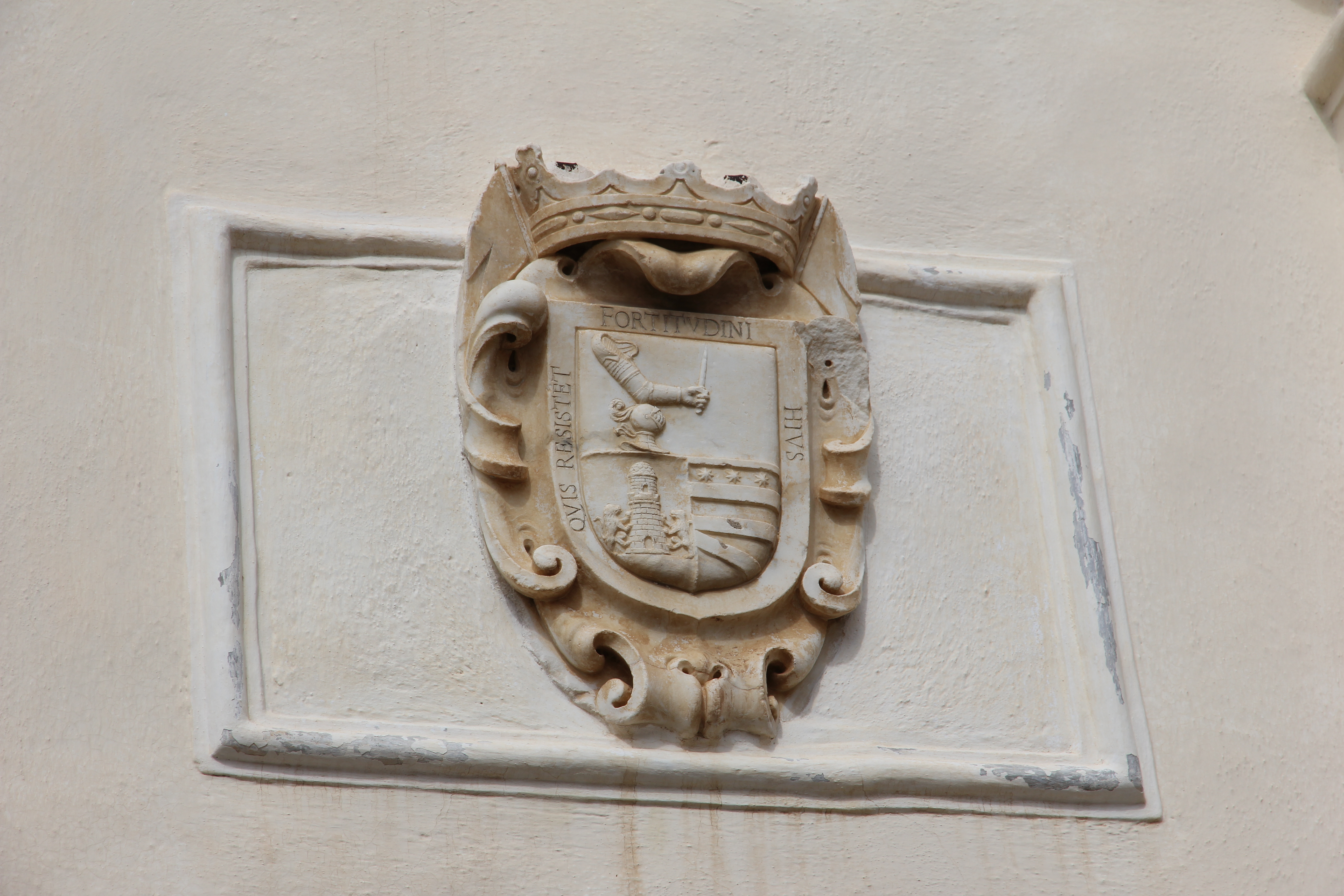